# Leichtathletik-Weltmeisterschaften 2015/Teilnehmer (Samoa)
| Gelbes Symbol für Goldmedaillen mit stilisierten Olympischen Ringen | Graues Symbol für Silbermedaillen mit stilisierten Olympischen Ringen | Braundes Symbol für Bronzemedaillen mit stilisierten Olympischen Ringen |
| ------------------------------------------------------------------- | --------------------------------------------------------------------- | ----------------------------------------------------------------------- |
| —                                                                   | —                                                                     | —                                                                       |

Der Leichtathletikverband Samoas nominierte zwei Athleten für die Leichtathletik-Weltmeisterschaften 2015 in der chinesischen Hauptstadt Peking.

## Ergebnisse

### Männer

#### Laufdisziplinen
| Athlet        | Disziplin | Vorlauf | Vorlauf | Halbfinale | Halbfinale | Finale             | Finale             |
| Athlet        | Disziplin | Zeit    | Platz   | Zeit       | Platz      | Zeit               | Platz              |
| ------------- | --------- | ------- | ------- | ---------- | ---------- | ------------------ | ------------------ |
| Jeremy Dudson | 200 m     | 20,31 s | 17      | 20,53 s    | 21         | nicht qualifiziert | nicht qualifiziert |

#### Sprung/Wurf
| Athlet    | Disziplin  | Qualifikation | Qualifikation | Finale             | Finale             |
| Athlet    | Disziplin  | Weite/Höhe    | Platz         | Weite/Höhe         | Platz              |
| --------- | ---------- | ------------- | ------------- | ------------------ | ------------------ |
| Alex Rose | Diskuswurf | 59,07 m       | 25            | nicht qualifiziert | nicht qualifiziert |